# 大師町
大師町（だいしまち）は、1923年（大正12年）1月1日から1924年（大正13年）7月1日まで存在した神奈川県橘樹郡の町。
前身の大師河原村（だいしがわらむら）についても本項で述べる。

## 概要
神奈川県橘樹郡東部の村。現在の神奈川県川崎市川崎区の東部にあたる。

## 地理
- 川：多摩川

## 歴史

### 沿革
- 戦国時代 - 大師河原の地名が見られる。
- 江戸時代 - 大師河原村、池上新田、稲荷新田（いずれも幕府領）、川中島村（幕府領、大師領、稲荷明神社領）が成立。
- 1868年（明治元年）
  - 旧暦6月17日 - 神奈川府の管轄となる。
  - 旧暦9月21日 - 神奈川府が神奈川県に改称。
- 1874年（明治7年） - 大区小区制の施行により、（旧）大師河原村、池上新田、川中島村、稲荷新田が第4大区第2小区となる。
- 1875年（明治8年） - 川中島村、稲荷新田が（旧）大師河原村に編入。
- 1889年（明治22年）4月1日 - 町村制の施行により、（旧）大師河原村、池上新田および新宿町、砂子町、中島村の飛地が合併して大師河原村が成立（大師河原村の飛地は田島村、川崎町の一部となる）。
- 1912年（明治45年）4月1日 - 「東京府神奈川県境界変更に関する法律」が施行され、東京府荏原郡羽田町鈴木新田、羽田、羽田猟師町の各一部を編入。
- 1923年（大正12年）1月1日 - 大師河原村が町制施行・改称して大師町となる。
- 1924年（大正13年）7月1日 - 川崎町、御幸村と合併して川崎市を新設。同日大師町廃止。
- 1972年（昭和47年）4月1日 - 川崎市が政令指定都市に指定され、旧町域が川崎区となる。

### 池上家と新田開発
大師河原村一帯の開発に大きく寄与したのは、世襲名主の池上家であった。
池上家の祖には池上本門寺と関わりの深い宗仲がおり、宗仲から数えて二十代目の池上幸種が大師河原村一帯の開発に着手した。小田原北条氏に仕えていた池上家であったが、幸種は家康に仕えず農産業に従事することを選んだ。小泉次太夫吉次が二ヶ領用水を完成させる1614年（慶長14年）の前年に他界するまで、彼は自費で多摩川河口の萱野を開発した。
幸種の息子、幸広は父の遺志を継ぎ、1625年（寛永2年）から大師河原に隣接する海辺の寄州100町歩を開発し、これが後の稲荷新田村となった。稲荷新田村は後の1702年（元禄15年）には1450石の石高となり、川崎市域で最大の石高を持つ村に発展した。幸広は、「大師河原の酒合戦」(慶安2年に開催された酒合戦)に登場する「大蛇丸底深」本人であり、酒豪で知られた。
幸広から数えて4代目にあたる池上幸豊は、1746年（延享3年）から多摩川河口の海辺の新田開発を開始し、1761年（宝暦11年）に耕地面積14町歩の池上新田を完成させた。池上新田の耕地面積は小さく、さらに移住者も家数5軒と少なかったが、海を埋め立てる方法は18世紀半ばの当時としては画期的であった。その後幕府は幸豊の技術と知識の水準の高さを評価し、新たな埋め立て予定地を選ぶよう命じたが、これは実現しなかった。

## 交通

### 鉄道路線
- 鉄道省（現JR東日本）
  - 東海道本線：川崎駅
- 京浜電気鉄道（現京浜急行電鉄）
  - 大師線：池端駅（廃駅） - 花見橋駅（廃駅） - 大師駅（現川崎大師駅）

京急大師線の鈴木町駅、東門前駅、大師橋駅、小島新田駅は、当時は未開業。

## 現在の町名
いずれも大体の範囲。
- 旧大師河原村：藤崎、伊勢町、大師河原、台町、観音（一部）、昭和（一部）
- 旧川中島村：大師本町、大師駅前、大師町、大師公園、東門前、川中島、観音（一部）
- 旧稲荷新田：四谷上町、四谷下町、出来野、日ノ出、塩浜、田町、江川、殿町、小島町、昭和（一部）
- 旧池上新田：池上新町、池上町

## 参照
1. ↑  高橋b2002, p.109
2. ↑  高橋b2002, pp.110-111
3. 1 2  高橋b2002, p.111
4. ↑  高橋b2002, pp.112-113
5. ↑  高橋b2002, p.113
6. ↑  高橋b2002, p.118
7. ↑  高橋c2010, pp.82-83
8. 1 2  高橋c2010, p.84